# 伊奧利亞 (密蘇里州)
伊奧利亞（英語：Eolia）是位於美國密蘇里州派克縣的村。

## 人口
根據2020年美國人口普查的數據，伊奧利亞的面積為3.18平方千米，當中陸地面積為3.16平方千米，而水域面積為0.02平方千米。當地共有人口472人，而人口密度為每平方千米148人。